# Вахтанг III
Вахтанг III (груз. ვახტანგ III) (1278–1308) — цар Східної Грузії (1298, 1302–1308). Син царя Деметре II. Походив з династії Багратіоні.

## Життєпис
Газан-хан 1289 року з метою протистояння з Давидом VIII, який повстав проти хана, затвердив 20-річного Вахтанга царем. Фактично, володіння Вахтанга III обмежувались містом Тбілісі та районами, розташованими на південь від столиці (Дманісі-Самшвілде). Давид VIII ув'язнив Вахтанга III та звільнив його тільки за посередництва Іване Бурселі.
1302 року Газан-хан повторно затвердив Вахтанга III на грузинському престолі. З 1299 року Вахтанг III разом із грузинським військом брав участь у війнах, інспірованих монголами, спочатку проти Єгипту, потім проти гілянців (1306). Помер 1308 року.